# Венесуэльско-гаитянские отношения
Венесуэльско-гаитянские отношения — двусторонние дипломатические отношения между Венесуэлой и Республикой Гаити.

## История
В 1963 году Венесуэла разорвала дипломатические отношения с Республикой Гаити, следуя политике президента страны Ромуло Бетанкура о прекращении контактов с диктаторскими режимами, в том числе и с президентом Гаити Франсуа Дювалье. В 1991 году в Республике Гаити произошёл государственный переворот, президент Венесуэлы Карлос Андрес Перес распорядился отправить самолёт для свергнутого президента Жан-Бертрана Аристиду и доставить его в Каракас.
В 2010 году на острове Гаити произошло землетрясение, власти Венесуэлы внесли существенный вклад в гуманитарную миссию, перечислив пострадавшим странам 1,3 млрд. долларов США, а также списав долг гаитянской компании PetroCaribe в размере 395 млн долларов США. В 2011 году Республика Гаити и Венесуэла реализовали проект по строительству трех электростанций, которые обеспечили пятую часть электроэнергии Республики Гаити. В декабре 2011 года президент Гаити Мишель Мартейи заявил, что Республика Гаити очень ценит сложившиеся тёплые отношения с Венесуэлой.
С февраля 2012 года Республика Гаити имеет статус приглашенного члена в Боливарианском альянсе для народов нашей Америки (АЛБА), инициатором создания которого являлись власти Кубы и Венесуэлы. В феврале 2012 года на саммите АЛБА президент Венесуэлы Уго Чавес и президент Гаити Мишель Мартейи подписали рамочное соглашение, целью которого является участие венесуэльского капитала в развитии сельского хозяйства, обрабатывающей промышленности и туризма в Республике Гаити.